# 137066 Gellért-hegy
137066 Gellért-hegy è un asteroide della fascia principale. Scoperto nel 1998, presenta un'orbita caratterizzata da un semiasse maggiore pari a 1,9428393 UA e da un'eccentricità di 0,0888251, inclinata di 20,67841° rispetto all'eclittica.